# Metropolis Pt. 2: Scenes from a Memory
Metropolis Pt. 2: Scenes from a Memory (рус. Метрополис, часть 2: Сцены из памяти) — пятый студийный альбом прогрессив-метал-группы Dream Theater, изданный 26 октября 1999 года на лейбле Elektra Records.
Metropolis Pt. 2: Scenes from a Memory концептуальный альбом, который описывает историю из жизни человека по имени Николас и открывает фрагменты из его прошлой жизни, в которую вовлечены любовь, неверность и убийство Виктории Пейдж. Повествование представлено как пьеса в двух действиях. Альбом записывался в студии BearTracks Studios, Нью-Йорк, где группа ранее сделала записи своих альбомов Images and Words и A Change of Seasons. Альбом также является продолжением композиции «Metropolis Pt. 1: The Miracle and the Sleeper», представленной в альбоме Images and Words. Поклонники и критики встретили альбом благосклонно, назвав его шедевром группы. Это был также первый альбом, в котором партии клавишных исполнил новый член коллектива Джордан Рудесс.

## Об альбоме
После выхода альбома Falling into Infinity в адрес Dream Theater поступали нелестные замечания от критиков, окрестивших четвёртое студийное творение коллектива «не стилем группы», «провальным альбомом» и «разочарованием» 
Немного отдохнув от турне по Америке, гитарист Джон Петруччи и ударник Майк Портной приняли участие в проекте Liquid Tension Experiment, где они сотрудничали с клавишником Джорданом Рудессом. Записи и гастроли с Liquid Tension Experiment убедили старых друзей Петруччи и Портного, что их коллега Джордан Рудесс подходит на роль клавишника в Dream Theater лучше, чем Дерек Шеринян. На совещании между четырьмя постоянными участниками Dream Theater, Дереку Шериняну была дана отставка. После его отъезда группа возвратилась в студию BearTracks Studios в Нью-Йорк (где записывался альбом Images and Words) для записи их нового альбома. После коммерческого провала Falling into Infinity их новый лейбл звукозаписи Elektra Records дал группе полную свободу в новом альбоме, что в конечном счёте и вынудило группу наконец закончить историю, которая начинается на композиции «Metropolis Pt. 1: The Miracle and the Sleeper».
Ещё после выхода альбома Images and Words и композиции «Metropolis Pt. 1: The Miracle and the Sleeper» поклонники коллектива просили сделать логическое продолжение — часть 2. Дабы сделать сюрприз фанатам, дата выхода альбома и его название в процессе записи не афишировались. Но тем не менее, вопреки пожеланиям группы, незадолго до выпуска альбома информация о списке композиций и дате выпуска альбома всё же просочились в Интернет.
Альбом вышел 26 октября 1999 года и в отличие от своего предшественника был весьма благосклонно встречен поклонниками и критиками. Группа предприняла удачное мировое турне в поддержку альбома. 30 августа 2000 года в Нью-Йорке, на сцене театра Roseland Ballroom была представлена необычная пьеса. Группа наняла актёров, исполнивших роли персонажей, которые задействованы на музыкальном альбоме. Актёры играли свои роли в то время как сама группа исполняла музыкальные партии. Это действо было заснято и впоследствии выпущено в 2001 году как Metropolis 2000 Live DVD.
А дата выпуска компакт-диска, представляющего звуковую дорожку с Live DVD была намечена на 11 сентября 2001 года. На обложке альбома были изображены башни-близнецы Всемирного торгового центра со вздымающимся над ними пламенем. Неудачное совпадение привело к тому, что по этическим соображениям тираж пришлось отозвать и издать с новой обложкой. Однако, некоторые копии с оригинальными художественными работами всё же были проданы и теперь являются большой редкостью.
Авторитетное американское музыкальное издание Guitar World в октябре 2006 года поставило альбом на 95 позицию в списке 100 лучших гитарных альбомов всех времён. Также альбом занял 29 место в списке «50 величайших прог-рок-альбомов всех времён» журнала Rolling Stone.

## История, представленная в альбоме
Действующие лица:

### Настоящее время
- Николас
- Пожилой человек
- Гипнотерапевт

### 1928 год
- Виктория Пейдж
- Сенатор Эдвард Бэйнз — он же «Чудо»
- Джулиан Бэйнз — он же «Спящий»

### Act 1

#### Scene One: Regression
Альбом открывается ходом метронома и голосом Гипнотерапевта, говорящего со своим клиентом по имени Николас. Впав в гипнотический транс, тот погружается в своё прошлое и приветствует девушку по имени Виктория.

#### Scene Two: I. Overture 1928
Николас находится в гипнотическом трансе и поражается другому миру вокруг него. Поскольку он в трансе, он начинает сосредотачиваться на предмете его регрессивного сеанса — девочке по имени Виктория и её жизни, которая поразительно похожа на его собственную.

#### Scene Two: II. Strange Déjà Vu
Слушатель узнаёт немного больше о предыдущих снах, которые привели Николаса к этому сеансу. Слушатель узнаёт, что каждый раз, когда он закрывает свои глаза, он переносится в этот сон в другую жизнь. Слушатель понимает — это то, что Николасу снилось ранее и что привело его к его регрессивному сеансу.
Его сны таковы: тропа к дому. Наверху дома есть комната, где в зеркале появляется девочка. Всё это кажется очень знакомым ему, но по сути, так быть не должно. В этом сне (вероятно потому что это фактически гипнотический транс, а не просто сон) некоторые вещи кажутся более явными, чем когда-либо прежде. Он может видеть лицо молодой девушки и задаёт вопрос: «Юное дитя, не скажешь ли ты мне, почему я здесь?» Он видит, что у неё есть нечто, чем она хочет поделиться с ним, и что является причиной, почему он здесь.
Виктория теперь впервые намекает, почему она часто посещает Николаса. Она искала возможность раскрыть ему правду о её убийстве и при этом девочка рыдает. Её вина в том, что Джулиан Бэйнз никогда не знал о её отношениях с его братом, сенатором Эдвардом Бейнзом, о котором слушатель узнает немного позже.
Теперь Николас возвращается в действительность. Даже при том, что он бодрствует, мысли и события из этой другой жизни не дают ему покоя. Он отчаянно хочет знать, почему он попал туда. Ничто в потоке дел не важно для него, только бы узнать больше о его новой навязчивой идее. Именно здесь у него есть первая склонность, что он, возможно, фактически жил в мире, о котором он мечтает. Он знает, что эта сказочная страна держит под контролем его мир, и он не найдёт покоя, пока не отопрёт ту дверь.

#### Scene Three: I. Through My Words
Николас понимает, что в прошлой жизни он был Викторией. Он теперь понимает, почему он чувствует себя настолько знакомым и с ней и с её миром.

#### Scene Three: II. Fatal Tragedy
Теперь Николас знает, кто такая Виктория. Позже он посещает дом одного пожилого человека. Чей это дом и что это за старик, не разъясняется. Важность встречи с пожилым человеком в том, что он знает немного об убийстве — оно случилось давным-давно. Девушка была убита в молодости. Николас сидит и слушает бормотание пожилого человека и понимает, что случившееся с девушкой — тайна, покрытая мраком.
Николас понимает, что пока он не докопается до истины, он не сможет жить своей обычной жизнью. Он застревает в этой навязчивой идее. Без веры и надежды не может быть никакого душевного спокойствия, поэтому Николас должен быть сильным и иметь веру, чтобы отыскать истину. Композиция заканчивается словами Гипнотерапевта.

#### Scene Four: Beyond This Life
Слушатель просматривает газетную статью о том, что случилось в 1928 году. Газета упоминает анонимного свидетеля, слышавшего резкий звук. Когда тот прибежал на шум, то обнаружил застреленную женщину, а также стрелявшего, стоящего рядом с ней. Свидетель пытался что-то сделать, но человек застрелил и себя. Газетный отчёт говорит о любовной интриге. Это указывает, что жертва и убийца опознаны как любовники.
Газета поясняет, что Виктория и Джулиан недавно разошлись из-за образа жизни Джулиана; позже выдвигается версия, что причиной тому была наркомания и пьянство Джулиана (в сцене 9 Джулиан роняет бутылку ликёра, поэтому вполне возможно, что он пил). Также заметно, что Виктория вернулась бы к нему, если бы тот исправился. Статья выдвигает версию, что убийство, возможно, было заранее спланировано.
Затем слушатель просматривает описание сцены убийства. Есть свидетельство сильной борьбы, также найден складной нож. Но жертва — молодая девушка, и странно, что в 1928 году она стала бы носить с собой складной нож для самообороны. Также в кармане убийцы найдено письмо, в котором говорится, что Джулиан лучше покончил бы с собой, нежели жил без Виктории.
В конце композиции заключается, что Николас и Виктория разделяют одну и ту же душу, навсегда.

#### Scene Five: Through Her Eyes
Таким образом, Николас узнал, что Виктория была убита в 1928. Он чувствует себя обязанным посетить могилу Виктории. Слова на её надгробном камне указывают, что она была милой невинной девушкой, у которой жестоко забрали жизнь в очень молодом возрасте. Он поражён тем, насколько он скорбит о её потере. Он сравнивает это с потерей любимого человека. Под конец песни к Николасу возвращается его самообладание, он успокаивается и может теперь идти дальше.

### Act 2

#### Scene Six: Home
Виктория в конечном счёте расстаётся с Джулианом из-за его губительных пристрастий, а также влечения к азартным играм. Затем слушатель слышит Эдварда, который успокаивает Викторию, плачущую навзрыд на его плече из-за разрыва с Джулианом. Эдвард влюбляется в неё и сначала даже чувствует вину перед братом. Николас не может дождаться очередного сеанса гипноза, чтобы пролить свет на возникшие вопросы.

#### Scene Seven: I. The Dance of Eternity
Инструментальная композиция.

#### Scene Seven: II. One Last Time
Николас не уверен, что свидетельские показания и газетное сообщение — правда. Он посещает дом Эдварда, который, кажется, имеет множество подсказок. В его текущем состоянии двойного сознания перед ним всплывают воспоминания Виктории о трагической встрече, но сцена исчезает во мраке.

#### Scene Eight: The Spirit Carries On
Николас снова, и в последний раз, под гипнозом. Он теперь верит в то, что Эдвард замешан в убийстве. Он планирует обнародовать то, что случилось более 70 лет назад. Виктория говорит Николасу, что он должен идти дальше.

#### Scene Nine: Finally Free
Последняя сцена содержит информацию, о которой Николас так и не узнаёт, потому что Гипнотерапевт выводит его из транса. Слушатель узнаёт, что Виктория и Джулиан встречаются в тайне. Она очевидно взволнована, потому что собирается теперь порвать с Эдвардом ради Джулиана, которого она всегда любила. Она боится Эдварда и знает, что тот «убил бы своего брата, если бы он только знал» о её связи с ним. Однако они с Джулианом устраивают свидание на тропинке вдали от людских глаз. Вдруг появляется Эдвард и начинает бороться с Джулианом. Тот роняет бутылку ликёра и вытаскивает нож. Эдвард стреляет в Джулиана. Виктория вскрикивает. Эдвард говорит ей: «Открой свои глаза, Виктория» и стреляет в неё тоже. Затем он пишет предсмертную записку и оставляет её в кармане Джулиана, после чего бежит за помощью, таким образом составляя себе алиби и получая возможность выступить как свидетель.
Слушатель возвращается к Николасу. Тот садится в машину, едет домой и думает, что теперь свободен от преследовавших его мыслей. Он узнал о своей жизни, которую продолжит после смерти, переродившись в новом теле. Вскоре после его приезда домой подъезжает другой автомобиль. Гипнотерапевт входит в комнату и говорит: «Открой свои глаза, Николас». Дальше слышен шум. Альбом даёт возможность слушателю самому решить, что происходит далее. Однако, как показано на записи альбома на DVD, Гипнотерапевт, являющийся перевоплощением Эдварда, убивает Николаса.

### Список композиций
| #  | Оригинальное название                      | Перевод            | Музыка / Слова               | Длительность |
| -- | ------------------------------------------ | ------------------ | ---------------------------- | ------------ |
| 1  | Scene One: Regression                      | Регрессивный сеанс | Джон Петруччи                | 2:06         |
| 2  | Scene Two: Part I. Overture 1928           | Увертюра, 1928 год | Dream Theater                | 3:37         |
| 3  | Scene Two: Part II. Strange Deja Vu        | Странное Дежавю    | Dream Theater, Майк Портной  | 5:12         |
| 4  | Scene Three: Part I. Through My Words      | В моих словах      | Dream Theater, Джон Маянг    | 1:02         |
| 5  | Scene Three: Part II. Fatal Tragedy        | Роковая трагедия   | Dream Theater, Джон Маянг    | 6:49         |
| 6  | Scene Four: Beyond This Life               | В другой жизни     | Джон Петруччи                | 11:22        |
| 7  | Scene Five: Through Her Eyes               | В её глазах        | Dream Theater, Джон Петруччи | 5:29         |
| 8  | Scene Six: Home                            | Домой              | Dream Theater, Майк Портной  | 12:53        |
| 9  | Scene Seven: Part I. The Dance of Eternity | Танец вечности     | Dream Theater                | 6:13         |
| 10 | Scene Seven: Part II. One Last Time        | В последний раз    | Dream Theater, Джеймс ЛаБри  | 3:46         |
| 11 | Scene Eight: The Spirit Carries On         | Душа бессмертна    | Dream Theater, Джон Петруччи | 6:38         |
| 12 | Scene Nine: Finally Free                   | Наконец, свободен  | Dream Theater, Майк Портной  | 11:59        |

## В записи альбома принимали участие

### Группа Dream Theater
- Джеймс ЛаБри — вокал
- Джон Маянг — бас-гитара
- Джон Петруччи — гитара
- Майк Портной — ударные
- Джордан Рудесс — клавишные

### Приглашённые музыканты
- Тереза Томсон — вокал на «Through Her Eyes» и «The Spirit Carries On».
- Тереза Томсон, Мэри Кенти, Шейла Слэпи, Мэри Смит, Джанетт Смит, Клэренс Бюрк, Керол Кирис, Дейл Скотт — дополнительный вокал на «The Spirit Carries On».
- Джордан Рудесс — дирижёр хора
- Терри Браун — голос Гипнотерапевта
- Дэвид Ботрилл — голос Эдварда